# روز نوكس
روز نوكس (بالإنجليزية: Rose Knox)‏ هي سيدة أعمال أمريكية، ولدت في 18 نوفمبر 1857 في مانسفيلد في الولايات المتحدة، وتوفيت في 27 سبتمبر 1950 في جونستاون في الولايات المتحدة.

## وصلات خارجية
- روز نوكس على موقع الموسوعة البريطانية (الإنجليزية)